# Maisons paysannes de France
 (juillet 2023).
Si vous disposez d'ouvrages ou d'articles de référence ou si vous connaissez des sites web de qualité traitant du thème abordé ici, merci de compléter l'article en donnant les références utiles à sa vérifiabilité et en les liant à la section « Notes et références ».
 (janvier 2013).
L’association Maisons paysannes de France, fondée en 1965 et reconnue comme organisme d’utilité publique par décret du 20 mars 1985, est une association menant une action pour conserver et transmettre aux générations futures l'intégrité des maisons rurales traditionnelles françaises et de leur paysage.
Elle agit en premier lieu avec ceux qui possèdent un « habitat de caractère », mais aussi avec les enseignants, les architectes, les artisans, les maires et tous ceux que la survie de ce patrimoine culturel préoccupe.

## But
Il est triple :
- sauvegarder les maisons paysannes traditionnelles en favorisant leur entretien et leur restauration selon les conditions propres à chaque région.
- protéger le cadre naturel et humain des maisons paysannes et de leurs agglomérations.
- promouvoir une architecture contemporaine de qualité en harmonie avec les sites.

## Objectifs

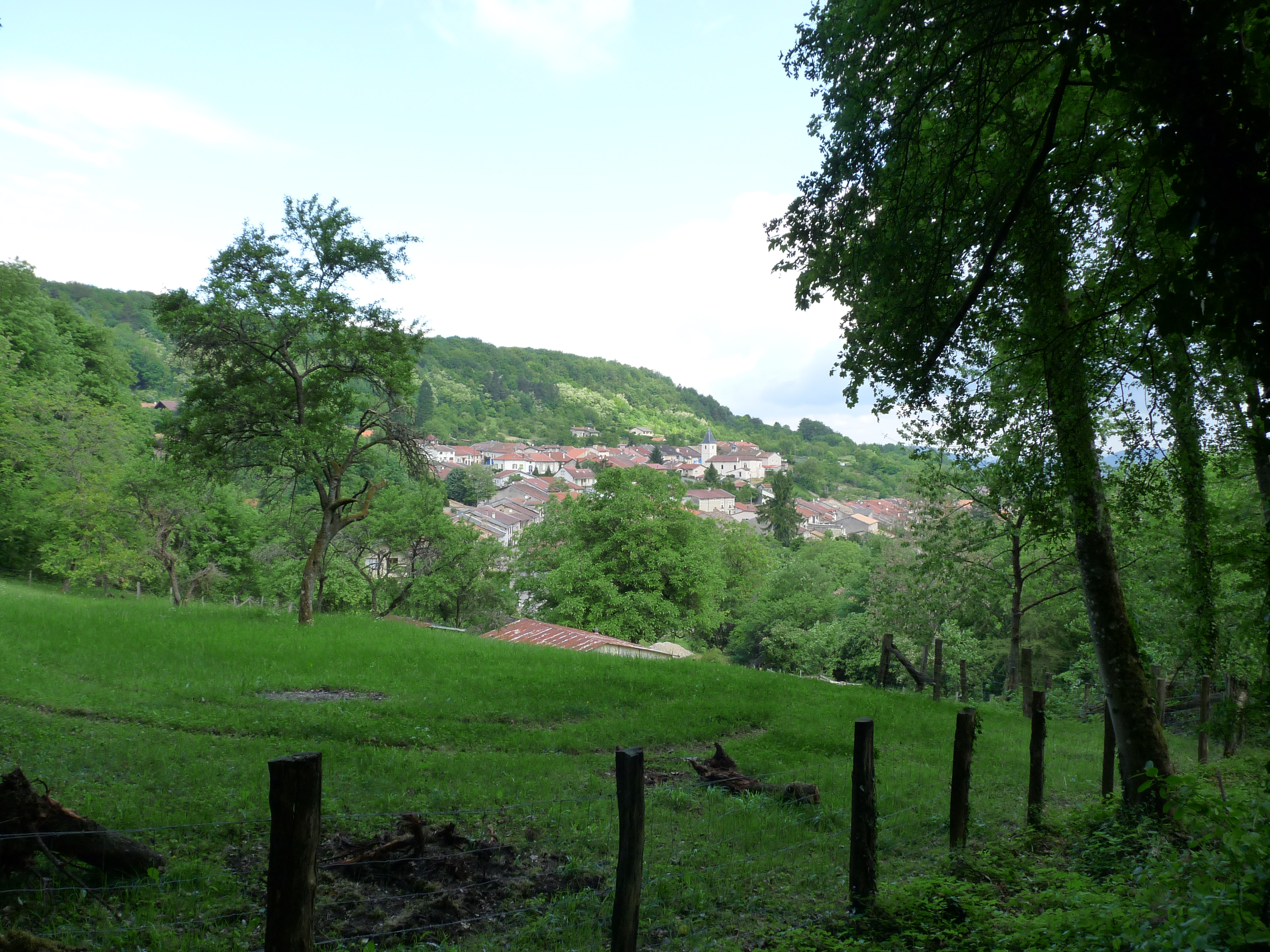
Charmes-la-Côte lors des Journées européennes du patrimoine avec l'association Maisons paysannes de France.

- Mobiliser l’opinion, indifférente ou résignée, en faveur de l’architecture paysanne et des paysages ruraux, patrimoine national que nous voulons conserver aux générations futures.
- Offrir aux adhérents et à l’ensemble du public la plus large information possible sur cette architecture et sur ses possibilités de restauration.
- Obtenir des pouvoirs publics toutes mesures législatives ou réglementaires nécessaires, aussi bien pour la restauration des maisons anciennes que pour le caractère et l’implantation des constructions nouvelles et pour la protection de la nature.
- Avec l’aide des sections de l’association, conseiller et, au besoin, intervenir dans tous les cas et avec tous les moyens possibles.

## Organisation
Les membres sont groupés en sections départementales, soit sous forme de délégations simples, soit sous forme d’associations déclarées.

## Moyens d’action
1. Revue Maisons paysannes de France
2. Les manifestations nationales : permanence au siège ; vente de revues, dossiers régionaux, documents techniques édités par l’association ; service conseil national toujours sur rendez-vous ; participations aux foires et salons ; concours dotés de prix et label Maisons paysannes de France-Patrimoine rural (MPF-PR) ; conférences-projections-débats, etc.
3. Les stages d’initiation destinés aux étudiants, professionnels du bâtiment et propriétaires restaurant leur maison : emploi de la chaux aérienne éteinte pour le bâtiment (CAEB) ; mise en œuvre de la pierre, de la brique ; colombages, torchis, pisé… ; enduits et jointoiements plâtre et chaux.
4. Les manifestations départementales : des conseils esthétiques et techniques peuvent, sous conditions, être fournis aux adhérents sur place ; vente de revues, dossiers régionaux, documents techniques édités par l’association ; des promenades, conférences, etc., ont pour but de faire découvrir le sens, la beauté, l’efficacité et l’infinie variété de l’architecture paysanne et de susciter le désir de participer à sa sauvegarde ; participations aux foires et salons ; des expositions photographiques.

La Maisons paysannes de France est par ailleurs membre du « Groupe des 8 ».

## Le site internet maisons-paysannes.org
L'association dispose d'un nouvel outil: son site internet, qui se développe progressivement pour devenir une véritable base de données documentaires et d'informations sur la restauration du bâti ancien traditionnel: fiches techniques-fiches chantiers exemplaires, accès à la base documentaire en ligne de l'association avec le téléchargement des archives de la revue, des rapports et des études écrits par l'association, les contacts et le programme des délégations départementales, etc.
Il met en ligne une photothèque, une base documentaire avec des articles à télécharger pour les abonnés à la revue, des fiches techniques sur l’architecture traditionnelle et l’amélioration thermique du bâti ancien .

## Pôle de formation et de perfectionnement maisons paysannes de France (CFP/MPF)
Le Pôle de formation et de perfectionnement de Maisons paysannes de France (MPF)propose des stages théoriques et pratiques sur mesure.
S'il existe des formations spécialisées dans la conservation des châteaux, cathédrales, édifices et quartiers historiques ainsi que des parcs et jardins remarquables, peu d'initiatives ont été recensées pour la formation à la restauration du bâti rural ancien : les innombrables fermes, granges, fours à pain, pigeonniers... Consciente de l'urgence et forte de son expérience, Maisons paysannes de France a créé le pôle de formation et de Perfectionnement en y intégrant d'emblée un conservatoire des savoir-faire. Car, avant qu'ils ne disparaissent de façon irréversible, la transmission de ces compétences éparses doit aussi être assurée pour former de nouveaux professionnels. Les stages pratiques proposés allient donc des savoir-faire séculaires, des matériaux traditionnels mais aussi certaines techniques contemporaines de bon usage et s'ouvre à la connaissances des performances énergétiques du bâti traditionnel, en particulier avec les nouvelles mesures en matière d'isolation issues du GRENELLE de l'environnement.
Des formations à la carte sont programmées en région. Le centre est donc mobile, son action étant toujours locale. En outre, le recrutement des stagiaires se fait de préférence dans le "pays" auquel appartient le site. Elle s'adapte aux besoins et aux possibilités des stagiaires. Les stages peuvent être plus ou moins longs, de quelques heures à plusieurs mois, par sessions. Elle peut aller de la sensibilisation à des stages ciblés sur un sujet précis (couverture de lauzes, torchis, etc.) ou complets, donnant lieu à une qualification. Mais, dans tous les cas, la formation intègre une sensibilisation générale au bâti rural, et des démonstrations pratiques. Le pôle peut agir au sein des entreprises elles-mêmes, à la demande de celles-ci ou des maîtres d'œuvre pour la formation ponctuelle d'un chef de chantier ou d'un ouvrier, afin de résoudre un problème précis.
Les partenaires des stages : Les décideurs territoriaux et les responsables du patrimoine intervenant sur le bâti et les paysages en milieu rural ; les architectes et les étudiants en architecture, ainsi que les concepteurs (consultants, ingénieurs, métreurs…) désirant compléter leur formation par une pratique opérationnelle ; les artisans et les entrepreneurs, professionnels en exercice et apprentis en formation, désireux de perfectionner leurs connaissances et d'acquérir une spécialisation ; les personnes souhaitant se reconvertir, et les professionnels de la construction sans activité, désirant se spécialiser pour revenir sur le marché du travail. Une priorité est établie au profit des jeunes et des personnes en réinsertion. Sont concernés aussi par des stages adaptés, des non-professionnels (délégués d'association, amateurs), ainsi que, par exemple, les associations de Guides de Pays.
Les organismes intéressés par une formation spécialisée en patrimoine rural : les Chambres de métiers ; les associations ou groupements de professionnels du bâtiment ; les centres de formation qui souhaitent inclure une spécialisation à leurs programmes ; les écoles d'architecture et d'ingénieurs ; les Conseils régionaux, généraux ou communautés de communes ; les partenaires désireux de s'impliquer et d'accueillir des chantiers sur leur territoire, pour promouvoir leur patrimoine par des opérations exemplaires de valorisation, comme les collectivités territoriales, les services déconcentrés de l'État (Directions régionales de l’environnement (DIREN), Directions régionales des affaires culturelles (DRAC…), les parcs naturels régionaux ou parcs nationaux, les particuliers (sous certaines conditions), les associations dédiées au patrimoine bâti ou paysager.

## Le concours René Fontaine
Ce concours, créé en 1985 à l’occasion des vingt ans de Maisons Paysannes de France, est reconduit désormais chaque année. Il est décerné à une maison paysanne, antérieure à 1900, restaurée selon l’esprit et les recommandations de l’association Maisons Paysannes de France, ainsi que René Fontaine, créateur du Service-Conseil, l’a exprimé dans ses articles et ouvrages.

## Les thèmes de travail
- Le bâti et les économies d'énergie: programme BATAN, projet Amélioration THErmique du Bâti Ancien, projet eNR-ABF
- Bâtis, paysages et développement des territoires:bâtis agricoles et paysages, Réseau rural français
- matériaux,savoir-faire et réglementation: circuits courts, matériaux biosourcés, DTU enduits à la chaux, BAC Pro Restauration du bâti

## Lettre ouverte
Les onze associations les plus importantes qui se consacrent à la sauvegarde du patrimoine français font connaître d'une même voix, leur expérience et leur analyse prospective aux Français et à leurs élus que le Patrimoine est une richesse et une chance. Elles formulent dans une lettre ouverte publiée le 21 novembre 2016, sous forme d'ouvrage vingt-deux propositions pour une gouvernance améliorée, une transmission simplifiée et une gestion économique et durable du patrimoine.